# ITF Future Tour

Logo der ITF

Die ITF Future Tour (auch ITF Men’s Circuit genannt; seit 2019 ITF Men’s World Tennis Tour) ist eine von der International Tennis Federation (ITF) im Rahmen des ITF Pro Circuit organisierte Tennis-Turnierserie für Herren. Unterhalb der Turniere der ATP World Tour und der ATP Challenger Tour sind die Wettbewerbe der Future Tour die niedrigste Kategorie im Profi-Tennissport.

## Geschichte
1976 wurden erstmals drei kleinere Turnierserien in Europa und Nordamerika veranstaltet, um vielversprechenden jungen Talenten die Möglichkeit zu geben, abseits der großen Turniere Erfahrungen im Profitennis zu sammeln. Diese Circuits bestanden aus mindestens fünf Turnieren und garantierten zusammen 45.000 US-Dollar Preisgeld. Spätere ATP-Spieler wie Tim Gullikson (Wimbledon-Finalist 1983), Brian Teacher (Gewinner der Australian Open 1980) oder Steve Denton (Gewinner der US Open 1982 im Doppel) nahmen an den ersten Turnieren in Nordamerika teil. In Europa gewann Peter McNamara (Wimbledon-Sieger im Doppel 1980 und 1982, Australian-Open-Sieger im Doppel 1979) die erste Ausgabe des Circuits.
Zwischen 1990 und 2006 wurden die Turniere unter dem Label Satellite Circuit ausgetragen. 1997 bestand die Serie aus 109 Turnieren mit einem Gesamtpreisgeld von 3,15 Millionen US-Dollar.
1998 wurden die eigentlichen Future-Turniere eingeführt, die nach und nach die Satellites ersetzten. Um in den Turnierkalender aufgenommen zu werden, mussten die Turniere mindestens zweimal hintereinander mit einem Preisgeld von jeweils 15.000 US-Dollar oder dreimal hintereinander mit jeweils 10.000 US-Dollar Preisgeld angesetzt werden. Das erste Future-Turnier wurde 1998 in Indien ausgespielt, Sieger war Vadim Kutsenko.
2010 bestand die Future Tour aus 534 Turnieren, erfolgreichster Spieler war der Italiener Claudio Grassi mit 12 Titeln (3 im Einzel, 9 im Doppel) vor dem Argentinier Andrés Molteni mit 11 (5 Einzel, 6 Doppel) und dem Deutschen Sebastian Rieschick mit 10 Titeln (5 Einzel, 5 Doppel). Erfolgreichster Einzelspieler war der Franzose Augustin Gensse mit 7 Titeln, Claudio Grassi war mit 9 Titeln der erfolgreichste Doppelspieler der Tour. Frankreich war die Nation mit den meisten Titeln (50) vor Spanien (37) und Argentinien (33). Deutsche Spieler holten 18 Titel.
Die Future-Tour 2011 bestand ebenfalls aus 534 Turnieren. 15 davon fanden in Deutschland, acht in Österreich, zwei in der Schweiz und eins in Liechtenstein statt.
Die ITF beschloss 2018, das Punktesystem der Futures grundglegend zu ändern. Ab 2019 sollten bei Futures gewonnene Punkte in einer separaten Rangliste der ITF geführt werden und (nach einer einjährigen Übergangsphase) keine Punkte mehr für die ATP-Rangliste geben. Damit sollten die Teilnehmerfelder der Turniere verkleinert werden, um mehr Profis die Möglichkeit zu geben, genug Preisgeld zu erspielen und damit von ihrem Sport leben zu können. Zudem wollte man den bei niederklassigeren Turnieren erfolgreichen Spielern priorisiert die Möglichkeit geben, auf höherem Level spielen zu können. So bekamen bei 15.000er-Turnieren fünf Jugendspieler aus den Top 100 der Junioren einen Platz im Hauptfeld, bei den 25.000ern die besten Spieler des ITF-Rankings. Im 48er-Feld bei Challengers wiederum bekamen die vier bestplatzierten Spieler des ITF-Rankings im Einzel einen Platz im Hauptfeld sowie drei weitere in der Qualifikation. Nach vermehrter Kritik kehrte man bereits im August 2019 wieder weitestgehend von der Reform ab und vergab fortan für Siege im Hauptfeld von Future-Turnieren wieder ausschließlich ATP-Punkte.

## Vergabe der Weltranglistenpunkte

### Bis 2018
Bis 2018 konnten die Teilnehmer für Erfolge auf der Future Tour die folgenden Punkte sammeln, die für die ATP-Weltrangliste zählten:
| Turnierkategorie              | S  | F  | HF | VF | AF | R32 |
| ----------------------------- | -- | -- | -- | -- | -- | --- |
| ITF 25.000 $ + H              | 35 | 20 | 10 | 4  | 1  | 0   |
| ITF 25.000 $ ITF 15.000 $ + H | 27 | 15 | 8  | 3  | 1  | 0   |
| ITF 15.000 $                  | 18 | 10 | 6  | 2  | 1  | 0   |

Im Doppel erhielten die Spieler jeweils erst ab dem Halbfinale Weltranglistenpunkte. Turniere, die mit + H gekennzeichnet sind, bringen die Spieler selbst unter.

### Erste Reform Anfang 2019
Ab 2019 wurde parallel zur ATP-Rangliste eine ITF-Rangliste eingeführt. Folgende Punkte wurden für die ITF-Rangliste bei den Future-Turnieren ab Anfang 2019 vergeben:
| Turnierkategorie              | S       | F       | HF     | VF | AF | R32 | Qfkt | Q-Finale |
| ----------------------------- | ------- | ------- | ------ | -- | -- | --- | ---- | -------- |
| ITF 25.000 $ + H              | 225 (5) | 135 (3) | 67 (1) | 27 | 9  | 0   | 4    | 1        |
| ITF 25.000 $ ITF 15.000 $ + H | 150 (3) | 90 (1)  | 45     | 18 | 6  | 0   | 3    | 1        |
| ITF 15.000 $                  | 100     | 60      | 30     | 12 | 4  | 0   | 2    | 1        |

Zunächst war als Übergang geplant, im Jahr 2019 die höheren Runden der 25.000er-Turniere zusätzlich zu den Punkten für die ITF-Rangliste auch noch mit ATP-Punkten zu dotieren (in der Tabelle sind diese jeweils in Klammern angegeben). Ab 2020 sollten die Future-Turniere nur noch für die ITF-Rangliste zählen und keine ATP-Punkte mehr geben. Zudem bekamen Spieler für die ITF-Rangliste bei den Challenger-Turnieren der Kategorien 80 bis 110 jeweils 30 Punkte bei erfolgreicher Qualifikation fürs Hauptfeld bzw. 12 Punkte bei einer Niederlage in der letzten Qualifikationsrunde.
Im Doppel wurden von nun an ab dem Viertelfinale statt wie zuvor erst ab dem Halbfinale Punkte vergeben.

### Erneute Reform im August 2019
Nach vermehrter Kritik an der erst Anfang 2019 beschlossenen Reform kehrte man bereits im August 2019 dazu zurück, die im Hauptfeld von Future-Turnieren gewonnenen Matches wieder für die ATP-Rangliste zu zählen. Rückwirkend zum Jahresanfang werden seither folgende ATP-Punkte vergeben:
| Turnierkategorie | S  | F  | HF | VF | AF | R32 |
| ---------------- | -- | -- | -- | -- | -- | --- |
| M25              | 20 | 12 | 6  | 3  | 1  | 0   |
| M15              | 10 | 6  | 4  | 2  | 1  | 0   |

Zwar können die Spieler somit auch wieder über Future-Turniere Punkte für die ATP-Weltrangliste erreichen, diese sind im Vergleich zu vor der Reform jedoch geringer. Für die Anfang 2019 eingeführte ITF-Rangliste werden nach einer Übergangsphase, in der die Ergebnisse von 2019 noch beibehalten werden, künftig nur noch Punkte für die erfolgreiche Qualifikation bzw. das Erreichen der letzten Qualifikationsrunde bei Future-Turnieren vergeben (identisch mit den beiden letzten Spalten des vorherigen Abschnitts).

### Seit 2022
| Turnierkategorie | S  | F  | HF | VF | AF | R32 |
| ---------------- | -- | -- | -- | -- | -- | --- |
| M25              | 25 | 16 | 8  | 3  | 1  | 0   |
| M15              | 15 | 8  | 4  | 2  | 1  | 0   |

## Preisgeld
Ab 2026 soll jährlich ein Preisgeld von 35,3 Millionen US-Dollar, verteilt über 1.100 Turniere zusammen mit der ITF Women’s World Tennis Tour, ausgeschüttet werden. 2025 ist die Verteilung wie folgt:
| M15           | M15      | M15      |
|               | Einzel   | Doppel 1 |
| ------------- | -------- | -------- |
| Sieg          | 2.160 $  | 930 $    |
| Finale        | 1.272 $  | 540 $    |
| Halbfinale    | 753 $    | 324 $    |
| Viertelfinale | 438 $    | 192 $    |
| Achtelfinale  | 258 $    | 108 $    |
| Erste Runde   | 156 $    |          |
| gesamt        | 11.250 $ | 3.750 $  |

| M25           | M25      | M25      |
|               | Einzel   | Doppel 1 |
| ------------- | -------- | -------- |
| Sieg          | 4.612 $  | 1.782 $  |
| Finale        | 2.701 $  | 1.023 $  |
| Halbfinale    | 1.550 $  | 627 $    |
| Viertelfinale | 905 $    | 323 $    |
| Achtelfinale  | 495 $    | 194 $    |
| Erste Runde   | 319 $    |          |
| gesamt        | 23.097 $ | 6.903 $  |

## Teilnahmeberechtigung
Teilnahmeberechtigt ist jeder Spieler, der sich bei der Turnierleitung anmeldet – auch Spieler, die in keiner Rangliste geführt sind. Die Turniere haben daher häufig hohe Meldezahlen (sogenannte „Acceptance Lists“). Eine bestimmte Zahl der bestplatzierten Teilnehmer davon ist direkt für das Hauptfeld qualifiziert, zudem werden wie bei anderen Turnieren Wildcards vergeben und auch die bestplatzierten Spieler der Juniorenrangliste können direkt im Hauptfeld der Turniere starten. Eine bestimmte Anzahl der nächstplatzierten Spieler der Meldeliste treten in der Qualifikation (mittlerweile meistens drei Qualifikationsrunden) an, um das Hauptfeld zu erreichen und Punkte für die Weltrangliste sammeln zu können.
Ein Spieler darf im Vorhinein für maximal sechs Turniere pro Woche melden und muss sich auf eine Prioritätenliste festlegen (Priorität 1 bedeutet dabei 1. Wahl). Nach Ablauf einer festgelegten Frist (sog. „Withdrawal deadline“) wird ihm automatisch das Turnier bestmöglicher Priorität zugeteilt, wo er direkt im Hauptfeld starten kann. Sollte dies bei keinem Turnier der Fall sein, erfolgt dies nach gleichem Prinzip für die Qualifikation. Andernfalls bleibt er auf der Nachrückerliste der Turniere (sog. „Alternates“) und rückt in die Qualifikation (oder ggf. das Hauptfeld) eines Turniers nach, wenn dort entsprechend viele Spieler nicht antreten.